# Вилейская ГЭС
Вилейская ГЭС — малая гидроэлектростанция Беларуси, на реке Вилия, при плотине Вилейского водохранилища.
Мощность 2000 кВт. Строительство начато в 1995 году, первая очередь станции введена в эксплуатацию в 1997, вторая очередь — в 2002 году. При строительстве 1-й очереди установлены две турбины типа ГА-8 мощностью по 500 кВт каждая, при строительстве 2-й очереди — ещё две турбины типа ГА-8 мощностью по 500 кВт каждая. Работы исполняли «Минскводоканал», «Малая энергетика», «Минскводстрой». За год вырабатывается 7,5 млн.кВт·ч электроэнергии.
Средний перепад между бьефами около 8,4 метра. В составе гидроузла земляная плотина общей протяжённостью около 6 километров и максимальной высотой 5 метров.
Находится на балансе «Минскводоканала».